# Estadio Centenario (Cuernavaca)
Estadio Centenario ist ein Leichtathletik- und Fußballstadion in Cuernavaca, Mexiko. Es dient dem Fußballverein Pumas Morelos als Heimspielstätte und kann 15.237 Besucher aufnehmen.

## Lage
Das Stadion befindet sich auf dem Gelände der Unidad Deportiva Centenario, die auch Spielfelder für diverse andere Sportarten beherbergt. Die Anlage befindet sich an der Avenida Universidad in der colonia Lienzo Charro im Norden der Hauptstadt des Bundesstaates Morelos.

## Name
Das am 17. April 1969 eingeweihte neue Stadion erhielt den Namen Centenario (span. für Jahrhundert), weil seine Eröffnung am 17. April 1969 zum hundertjährigen Bestehen des Bundesstaates Morelos vorgenommen wurde, dessen Gründung 1869 erfolgte.

## Geschichte
In den frühen 1950er Jahren befand sich an der Stelle des heutigen Estadio Centenario eine Freifläche, die 1953 zu einem kleinen Stadion hergerichtet wurde, nachdem der Umzug des Traditionsvereins CD Marte von Mexiko-Stadt nach Cuernavaca für die Saison 1953/54 vereinbart war. Diese Spielstätte firmierte anfangs unter der Bezeichnung Estadio de Buena Vista und hatte eine Kapazität für etwa 8.000 Zuschauer. Die Eröffnung fand mit einer Begegnung zwischen dem heimischen CD Marte und dem CD Tampico statt.
Das Estadio de Buena Vista erlebte gleich zu Beginn seines Bestehens alle Höhen und Tiefen des Fußballs. Am Ende seiner ersten Saison 1953/54 feierte der CD Marte den Gewinn der mexikanischen Fußballmeisterschaft, um ein Jahr später in die zweite Liga abzusteigen. Seither war weder das alte Estadio de Buena Vista noch das Ende der 1960er Jahre zum heutigen Estadio Centenario umgebaute Stadion jemals wieder Spielstätte einer Begegnung in der höchsten mexikanischen Spielklasse.

## Vereine
Während das Stadion nur zwei Jahre lang als Heimspielstätte eines Erstligavereins diente, wurde es im Laufe der Jahrzehnte von diversen Zweitligisten genutzt. Zunächst absolvierte der Club Marte nach seinem Abstieg noch zwei Spielzeiten (1955/56 und 1956/57) in der alten Segunda División, bevor er sich aus dem Profifußball zurückzog. 35 Jahre später wagte der Verein ein Comeback und spielte zwischen 1992 und 1994 als Marte FC noch einmal in der Segunda División sowie zwischen 1994 und 1998 unter der Bezeichnung Marte Morelos und 2000/01 als Potros Marte in der nunmehr zweitklassigen Primera División 'A', bevor er nach Acapulco verzog und bald darauf aufgelöst wurde.
Weitere Vereine, die das Stadion während ihrer Zugehörigkeit zur zweiten Liga nutzten, waren der CF Cuernavaca (1971–1973), der Club Morelos (1976–1979) und Atlético Cuernavaca (1991–1994). In der Clausura 2004 diente es dem CD Zacatepec als Heimspielstätte. Seit der Saison 2006/07 wird das Stadion von den Pumas Morelos, einem Filialteam des Hauptstadtvereins Pumas UNAM, genutzt.